# Fontaine du Daourit
La fontaine du Daourit, aussi appelée fontaine Saint-Nicolas,  est située à Saint-Nicolas-du-Pélem en France.

## Localisation
La fontaine est située sur la commune de Saint-Nicolas-du-Pélem, à 30 mètres en contrebas de l'église Saint-Pierre, au lieu-dit Saint-Eloi, dans le département des Côtes-d'Armor en région Bretagne.

## Description
La fontaine se présente sous la forme d'une niche précédée d'une sorte de portail reposant sur deux colonnes en forme de balustres.
La fontaine porte le nom de Saint-Nicolas parce qu'une statuette de saint Nicolas dans une niche à coquille surplombe un bassin abrité par un chapiteau supporté par deux colonnettes ; le nom de Daourit parce qu'elle est longée par la rue du Daourit. L'enclos mesure 9 m de long, 7 m de large, pour une hauteur de 2,2 m. Elle date du XVIIe siècle, est en granite, et comprend cinq bassins. Pierre Thomas-Lacroix pense que c'est la première fontaine ayant utilisé des colonnettes au XVIIe siècle. Son eau, issue d'une source située sous la construction adjacente, rejoint le ruisseau du Daourit qui prend sa source pour partie à Kerody en Bothoa et pour l'autre branche, à la lisière du bois du Faodel sur la ferme de Stang-Merrien. Le ruisseau alimentait un lavoir aujourd'hui disparu. 

## Historique
La fontaine est inscrite au titre des monuments historiques par arrêté du 24 mars 1926.

## Galerie

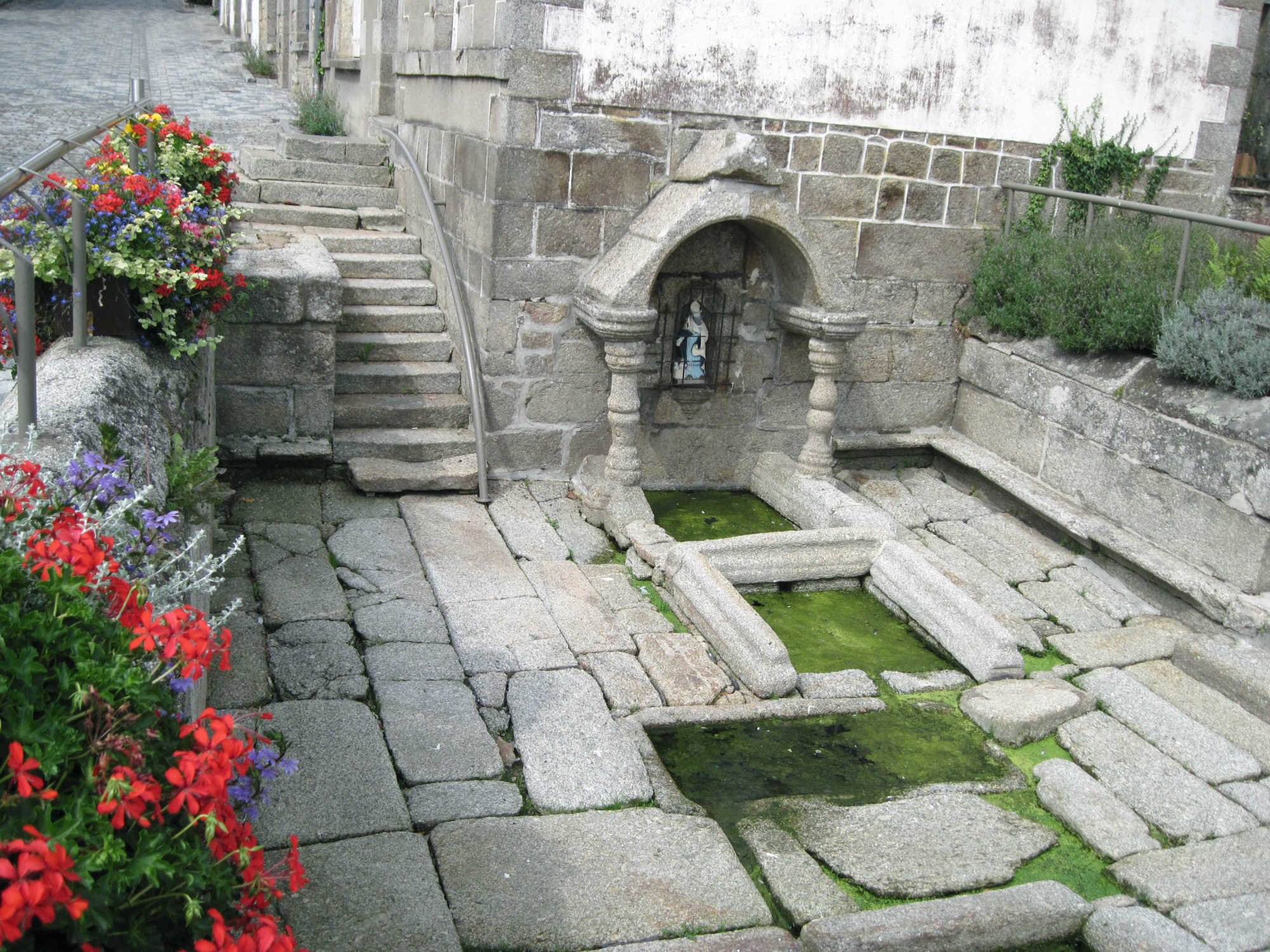
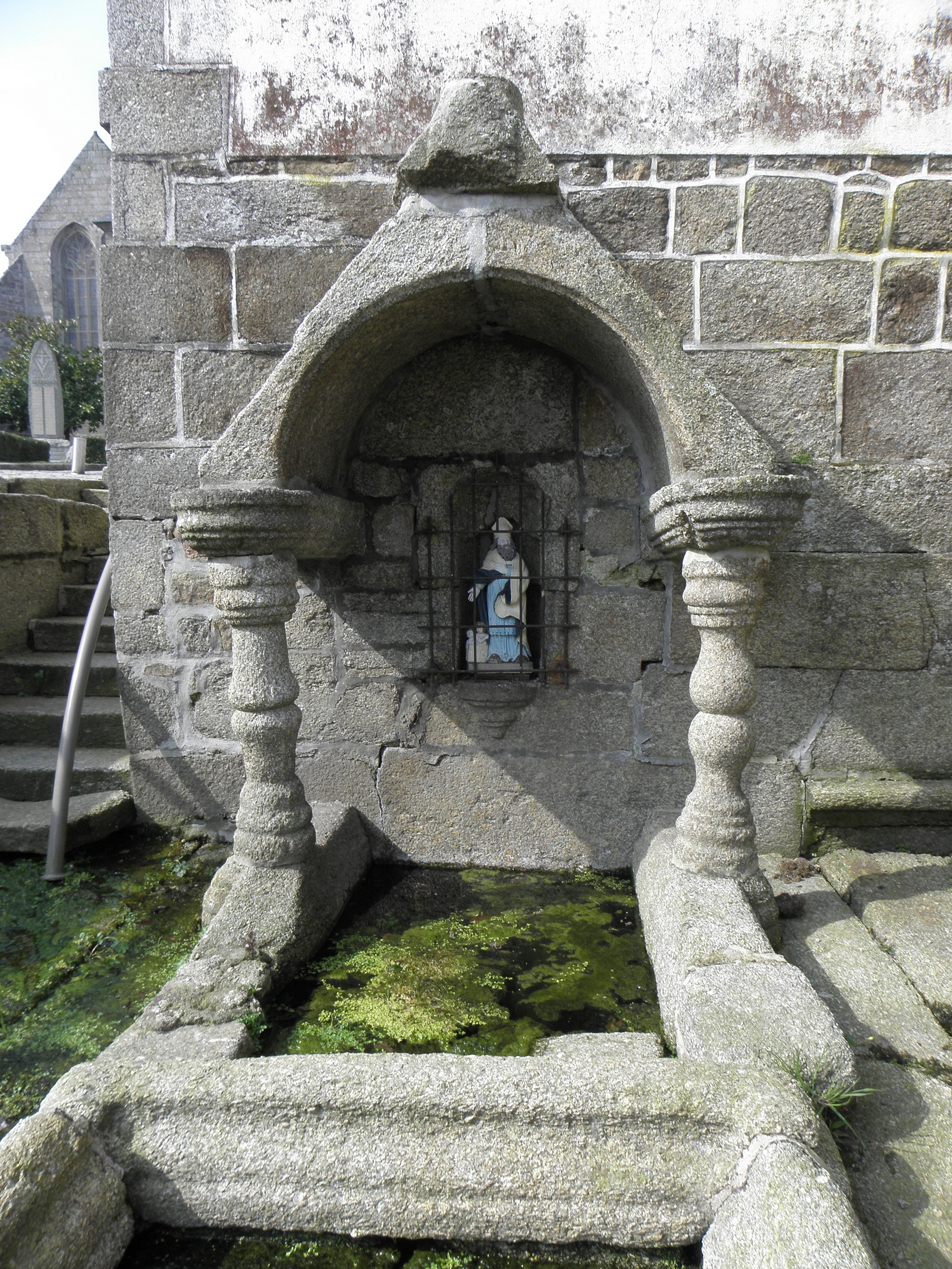
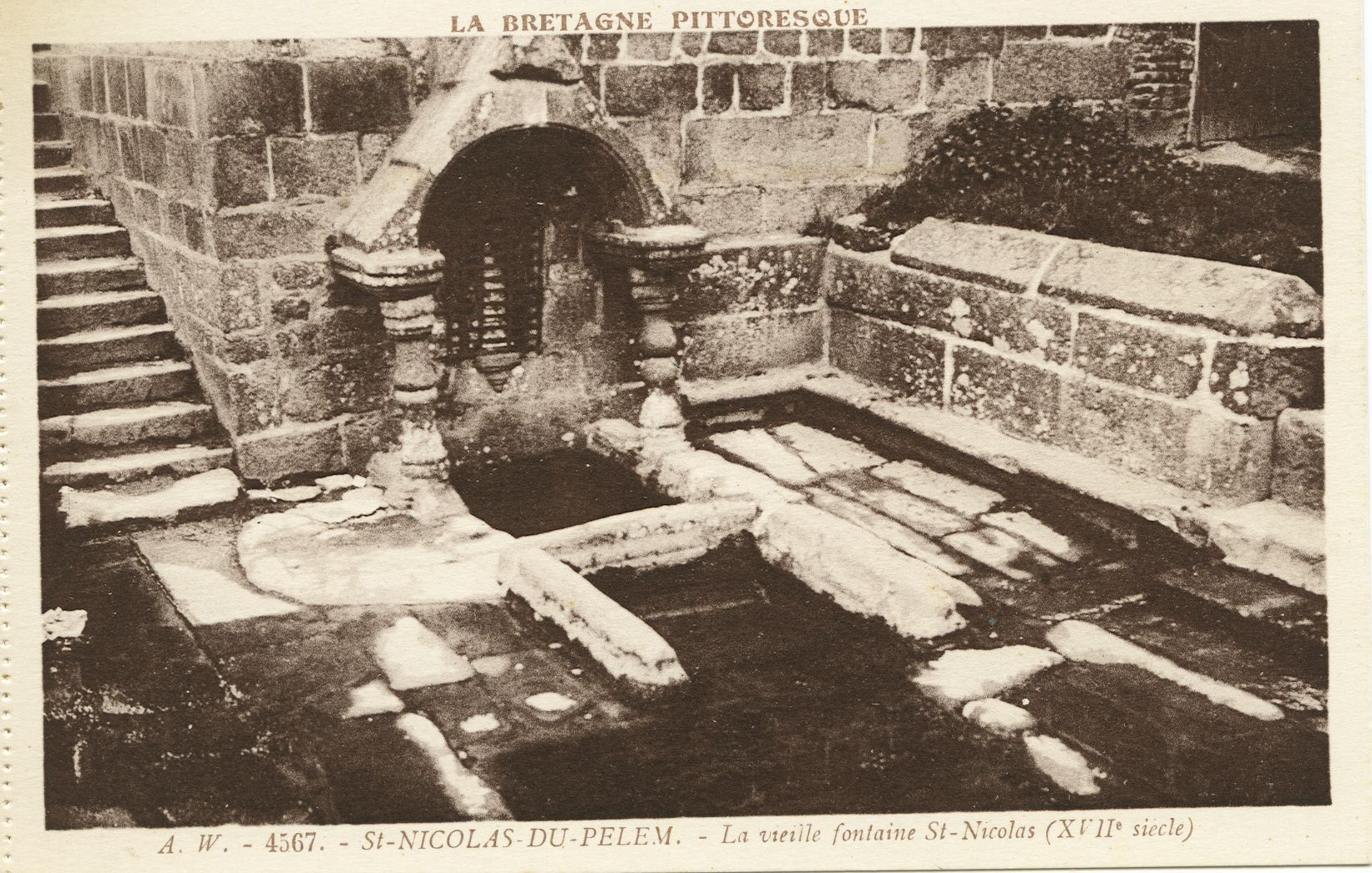